# STX Corporation
STX Corporation (кор. 주식회사 STX) — это южнокорейский холдинг, специализирующийся на судостроении, техническом обслуживании судов, активно сотрудничающий с оборонной промышленностью, а также занимающийся торговыми перевозками продовольственных и сырьевых товаров.
Компания основана 24 декабря 1976 года как Ssangyong Heavy Industries. В начале 2001 года компания отделилась от SsangYong Group. Компания STX Corporation была зарегистрирована 1 мая 2001 года и на данный момент имеет пять дочерних компаний (STX Offshore & Shipbuilding, STX Engine, STX Heavy Industries, STX Pan Ocean и STX Energy) и девять отделений за пределами страны (Китай, Япония, Сингапур, Бразилия, Индия, Вьетнам, Индонезия, Перу и Объединённые Арабские Эмираты).
Ведущие акционеры: AFC Mercury (85,30 %).

## Структура холдинга
Отделения:
- Объединённые Арабские Эмираты — STX Middle East FZE (Дубай)
- Китай — STX Shanghai corporation Ltd. (Шанхай)
- Япония — STX Japan corporation (Токио)
- Сингапур — StX International Trading (Singapore) Rte.Ltd.
- Бразилия — STX Brasil Agenciamento De Neogocios Ltda. (Сан-Пауло)
- Индия — STX Corporation Mumbai Office (Мумбаи)
- Вьетнам — STX corporation Hochiminh Office (Хошимин)
- Индонезия — STX Corporation Jakarta Office (Джакарта)
- Перу — STX Corporation Lima Office (Лима)

## Деятельность
STX Marine Service
Компания предоставляет комплексное обслуживание кораблей и его персонала, которое включает в себя контроль за строительством судна, его ввод в эксплуатацию, техническое обслуживание, страхование от несчастных случаев, предоставление запчастей, а также иные задачи, поставленные владельцами судов. Не так давно STX Marine Service стала предлагать программы по снижению энергозатрат и защите окружающей среды, примером чего может послужить мониторинг выбросов парниковых газов.
Кроме того STX Marine Service предоставляет полный комплект услуг для электростанций, включая ввод в эксплуатацию, техническую поддержку, ремонтные работы и подготовку персонала.
Торговля
Угольная промышленность: STX стабильно поставляет более 2 миллионов тонн угля в год для крупных потребителей в течение уже 12 лет. С 2004 года предприятие начало сотрудничать с Korea Electric Power Corporation и недавно успешно завершило 5-летний долгосрочный контракт с этой компанией. Кроме того, STX вырос до крупнейшего торговца на мировом рынке угля путём покупки акций индонезийской шахты в 2010 году и ежегодными поставками в количестве 1 млн тонн угля, добываемого в Австралии и Индонезии, на китайский и индийский рынки.
Нефтяная промышленность: STX выступает посредником в торговле различных нефтепродуктов, таких как бензин, дизельное топливо, мазут, топливо для реактивных двигателей и т. д. Также компания экспортирует ароматическое сырьё (BTX, SM, и т. д.), натуральный каучук и синтетические смолы (HDPE, LDPE, LLDPE, PP, PVC и т. д.), которые являются сырьём для пластмассовых изделий.
Железорудная промышленность: STX вносит свой вклад в производство конкурентоспособных сталей путём закупки чугуна, лома чёрных металлов, отходов производства и т. д., которые являются сырьём для производства стали. Продукция поступает как и на отечественные рынки, так и на международные. STX зарекомендовала себя в данной сфере за счёт приемлемых цен и качества услуг, благодаря чему легко поддерживает тесные отношения с крупными производителями стали в мире, особенно в Китае, Японии и Индии.
Приоритетным для компании является развитие торговли в области цветных металлов. STX считается одним из ведущих трейдеров сырьевых товаров, как алюминий, цинк, медь, никель и нержавеющие стали. Основные партнёры в данной области это Индия, Австралия и Ближний Восток, также предприятие участвует в разработке месторождений никеля на Мадагаскаре.
Курортный бизнес (STX Resort)
Данный проект был запущен в 2007 году и на сегодняшний день STX Resort располагает комплексом отелей класса люкс, ресторанов и спортивных сооружений, расположенных в городе Мунгён в провинции Кёнсан-Пукто. Также компания предоставляет помещения для проведения конференций, оснащённые современным оборудованием и системой освещения, что также делает STX Resort оптимальным местом для проведения тренингов, банкетов и т. д.